# Sebastián del Castillo
Sebastián Viveros del Castillo (Cali, Valle del Cauca, 21 de diciembre de 2004) es un futbolista colombiano. Juega como mediocampista central y su equipo actual es Millonarios de la Categoría Primera A de Colombia.

## Orígenes y formación
Nacido en Cali, inició su proceso formativo en las inferiores del Deportivo Cali, donde ingresó aproximadamente en 2016. Posteriormente se integró a las inferiores de Independiente del Valle. También tuvo un paso por las escuelas de formación Club Educando Talentos de Cali y Club Atlético Rionegro de Rionegro.
Llegó a las inferiores de Millonarios en 2023, donde fue capitán del equipo sub-20, disputando torneos aficionados como la Supercopa Juvenil y la Copa Metropolitana. Fue inscrito por Millonarios en la Copa Libertadores 2024, aunque no fue convocado a ningún partido y tampoco debutó en el club.

## Carrera en clubes

### Orsomarso

#### Llegada al profesionalismo
Es presentado en enero de 2025 como nuevo jugador de Orsomarso, cedido inicialmente por un año desde Millonarios. Próximo a iniciar el Torneo de Ascenso 2025, a cargo de su entonces técnico Stiven Sánchez.
Su debut y primer gol en el profesionalismo se dan el 1 de febrero de 2025, en un partido por la misma competición ante el Bogotá F. C., marcando de tiro libre al minuto 81' de juego.

### Millonarios
El 15 de julio de 2025 se anuncia su regreso a Millonarios luego de su cesión en Orsomarso.

## Estadísticas

### Clubes
Actualizado al último partido jugado el 8 de agosto de 2025.
| Club                               | Temporada           | Div.                | Liga  | Liga  | Liga   | Copas | Copas | Copas  | Internacional | Internacional | Internacional | Total | Total | Total  | Prom. · |
| Club                               | Temporada           | Div.                | Part. | Goles | Asist. | Part. | Goles | Asist. | Part.         | Goles         | Asist.        | Part. | Goles | Asist. | Prom. · |
| ---------------------------------- | ------------------- | ------------------- | ----- | ----- | ------ | ----- | ----- | ------ | ------------- | ------------- | ------------- | ----- | ----- | ------ | ------- |
| Orsomarso SC · (cedido) · Colombia | A-2025              | 2.ª                 | 16    | 3     | 0      | —     | —     | —      | —             | —             | —             | 16    | 3     | 0      | 0.19    |
| Millonarios · Colombia             | F-2025              | 1.ª                 | 2     | 0     | 1      | 1     | 0     | 0      | —             | —             | —             | 3     | 0     | 1      | 0       |
| Total en su carrera                | Total en su carrera | Total en su carrera | 18    | 3     | 1      | 1     | 0     | 0      | 0             | 0             | 0             | 19    | 3     | 1      | 0.16    |
|                                    |                     |                     |       |       |        |       |       |        |               |               |               |       |       |        |         |